# Cereus fricii
Cereus fricii ist eine Pflanzenart in der Gattung Cereus aus der Familie der Kakteengewächse (Cactaceae). Das Artepitheton fricii ehrt Alberto Vojtěch Frič.

## Beschreibung
Cereus fricii wächst baumförmig, ist reich verzweigt und erreicht Wuchshöhen von bis zu 8 Meter. Es wird ein bis zu 2 Meter hoher Stamm ausgebildet, der Durchmesser von 50 Zentimeter besitzt. Die fast aufrechten, zylindrischen  Triebe sind dunkelgrün. Es sind vier bis sechs deutlich gekerbte Rippen vorhanden, die horizontal gefaltet sind. Die darauf befindlichen großen Areolen stehen 1 bis 2 Zentimeter auseinander und sind mit weißer Wolle besetzt. Die drei pfriemlichen Mitteldornen sind dunkelbraun und vergrauen mit der Zeit. Einer von ihnen ist abwärts gerichtet, die übrigen stehen mehr oder weniger aufrecht. Die etwa sieben Randdornen sind braun.
Die cremefarbenen Blüten sind bis zu 9 Zentimeter lang. Die bis zu 6 Zentimeter langen Früchte sind lachsfarben.

## Verbreitung, Systematik und Gefährdung
Cereus fricii ist im Norden Venezuelas verbreitet.
Die Erstbeschreibung wurde 1930 von Curt Backeberg veröffentlicht. Nomenklatorische Synonyme sind Cephalocereus fricii (Backeb.) Borg (1951) und Subpilocereus fricii (Backeb.) Guiggi (2010).
In der Roten Liste gefährdeter Arten der IUCN wird die Art als „Vulnerable (VU)“, d. h. als gefährdet geführt.

## Nachweise